# 1963 في تركيا
فيما يلي قوائم الأحداث التي وقعت خلال عام 1963 في تركيا.

## رياضة
- 24 مايو – الدوري التركي الممتاز 1963-64 الفائز نادي فنربخشة.

## مواليد

### يناير
- 1 يناير – عائشة غورجان سياسية تركية.
- 1 يناير – فاروق إشق سياسي تركي.
- 1 يناير – مصطفى افكران ممثل تركي.

### فبراير
- 2 فبراير – خلوق إيبك سياسي تركي.

### مارس
- 1 مارس – آيدان شينير ممثلة تركية.
- 27 مارس – أتيلا سارال ممثل تركي.

### أبريل
- 20 أبريل – سيران أطيش

### مايو
- 17 مايو – شريف ينن كاتب تركي.

### أغسطس
- 20 أغسطس – عبد الله نجات كوتشر سياسي تركي.

### أكتوبر
- 10 أكتوبر – هوليا أوشار

### نوفمبر
- 10 نوفمبر – تانجو جولاك لاعب كرة قدم تركي.
- 24 نوفمبر – بكر آجيكالين
- 29 نوفمبر – أمينة أولكر طرحان قاضي تركي.

### ديسمبر
- 3 ديسمبر – أحمد يالجن قايا شاعر تركي.

## وفيات

### يناير
- 1 يناير – أرمان (مواليد 1901) مصور أرمني.
- 20 يناير – أفرا ثيودوروبولو (مواليد 1880)